# بخش پنفیلد (شهرستان لوراین، اوهایو)
بخش پنفیلد (به انگلیسی: Penfield Township) یک منطقهٔ مسکونی در ایالات متحده آمریکا است که در شهرستان لورین، اوهایو واقع شده‌است.
 بخش پنفیلد ۵۶٫۳۳ کیلومتر مربع مساحت و ۱٬۷۸۹ نفر جمعیت دارد و ۲۵۷ متر بالاتر از سطح دریا واقع شده‌است.